# Kelly Hardie
Kelly Hardie, född den 21 november 1969 i Perth, är en australisk softbollspelare.
Hon tog OS-brons i samband med de olympiska softboll-turneringarna 2000 på hemmaplan i Sydney.
Hon återupprepade denna bedrift åtta år senare vid olympiska sommarspelen 2008 i Peking.